# Grotte di Labante

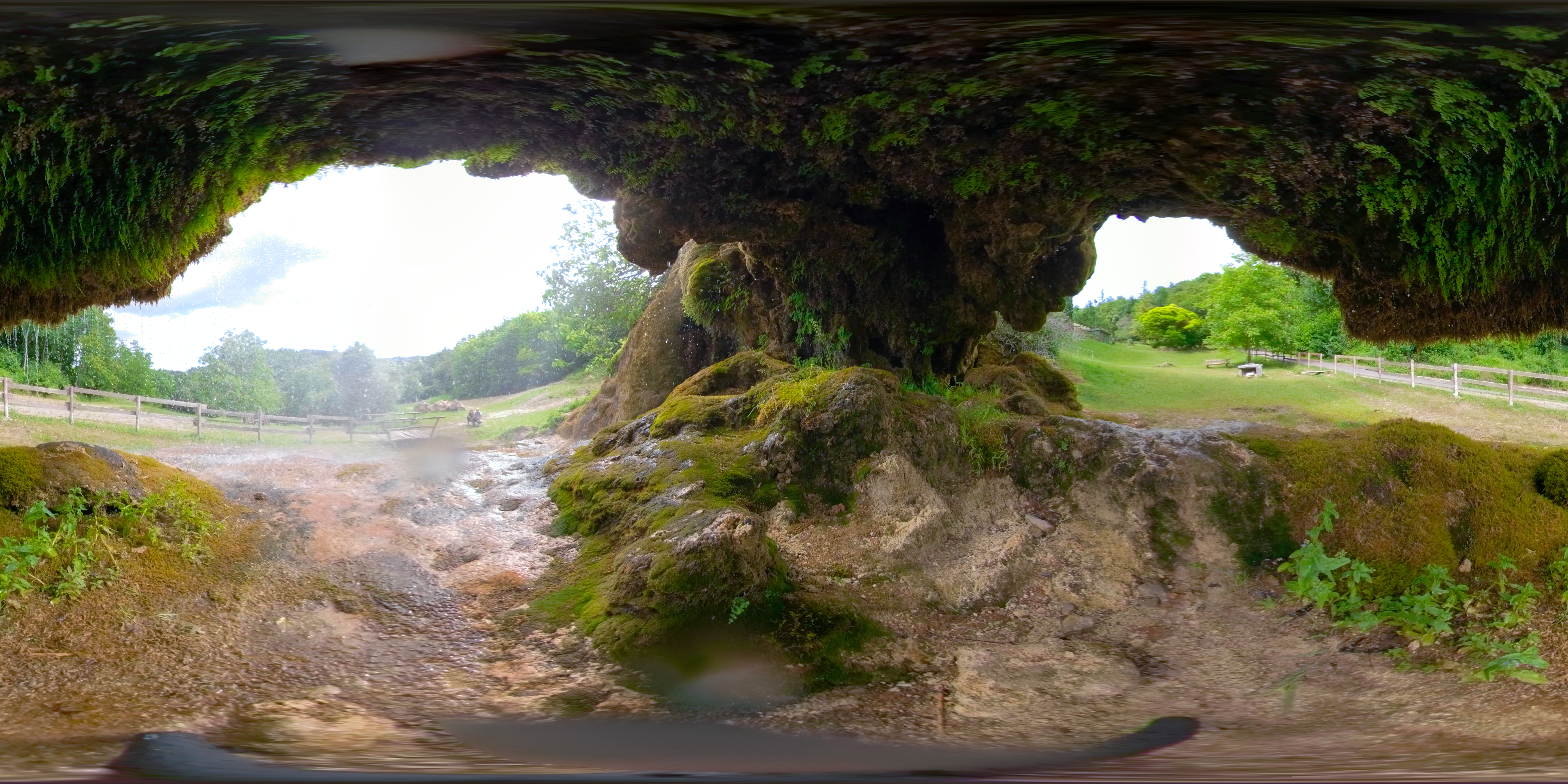
Panorama delle Grotte di Labante

Le Grotte di Labante sono situate nella Valle dell'Aneva, in località San Cristoforo di Labante, a Castel d'Aiano, nella città metropolitana di Bologna. Di origine carsica, sono una formazione rocciosa costituita di travertino tra le più imponenti d'Italia. 
Le grotte, insieme alla sorgente e alla rupe, costituiscono il geosito riconosciuto area naturale protetta e sito di interesse comunitario Grotte e Sorgenti pietrificanti di Labante, parte della rete Natura 2000.

## Descrizione
Le grotte sono lunghe 51 metri e presentano un dislivello di 12 metri.

## Storia
La "sponga", la roccia calcarea delle grotte, veniva estratta ed utilizza dagli Etruschi per la costruzione di manufatti, statue sacre e monumenti funerari nella necropoli di Kainua, l'antica Marzabotto.
I primi studi sulle grotte risalgono ai secoli XVII e XVIII: nell'area sono stati ritrovati reperti archeologici databili dal Trecento all'Ottocento e manufatti ceramici e monete risalenti al XVII secolo.